# Nikola Roganovic
Nikola Roganovic, född den 27 juli 2006, är en svensk handbollsspelare (vänsternia) som representerar Eskilstuna Guif och det svenska landslaget. Han ingick i den svenska U18-landslaget som 2024 vann EM-guld där han också utsågs till mästerskapets bästa spelare. Han är son till Zoran Roganovic.